# Depressaria peniculatella
Depressaria peniculatella is een vlinder uit de familie grasmineermotten (Elachistidae). De wetenschappelijke naam is voor het eerst geldig gepubliceerd in 1922 door Turati.
De soort komt voor in Europa.